# Kamna Jethmalani
Kamna Jethmalani, född i Bombay, är en indisk skådespelerska. Jethmalani är barnbarn till den kända politikern Ram Jethmalani.
Jethmalani gjorde sin filmdebut i Tollywoodfilmen Premikulu. Trots att filmen floppade blev hennes andra film, Ranam, en hit. Hennes första tamilfilm var Idhaya Thirudan tillsammans med Jayam Ravi. Hon medverkade också i filmen Sainikudu och i Machakaaran där hon spelar mot Jeevan.